# Presale
Il presale, o più correttamente presales (termine inglese traducibile come prima delle vendite) è l'attività preliminare alla vendita volta all'analisi, alla raccolta dei requisiti, alla promozione di nuove soluzioni da poter svolgere anche presso il cliente allo scopo di promuovere i servizi o i prodotti di un determinato mercato. 
La funzione aziendale che si identifica nel preselling realizza proposte tecniche, analisi di fattibilità, controllo dei costi e dei tempi di realizzazione.  La funzione aziendale che sviluppa il preselling fornisce:
- affiancamento e supporto tecnico alle funzioni di vendita nelle fasi del processo di vendita
- supporto alla progettazione di soluzioni tecniche adeguate ai requirement del cliente nel rispetto della concreta realizzabilità delle richieste, degli standard aziendali e del budget di progetto
- coordinamento con diverse funzioni aziendali di area tecnica ed amministrativa
- raccolta e verifica dei requisiti e delle necessità espresse dalla struttura di Progettazione e del cliente finale.
- la garanzia della soluzione tecnologica adeguata nel rispetto del budget di progetto assegnato.
- l'ingegnerizzazione delle offerte per i grandi clienti nazionali.
- supporto nella trasformazione dei requirement del cliente in soluzioni personalizzate.

Inoltre la funzione aziendale che sviluppa le attività di preselling pianifica le competenze necessarie alle funzioni di riferimento e monitora il livello di soddisfazione dei Clienti assegnati e l'evoluzione del mercato di competenza per individuare nuove tendenze ed opportunità.